# Henri Lorin (homme politique)
Pour les articles homonymes, voir Henri Lorin.
Henri Lorin, né le 2 juillet 1866 à Bayonne et mort le 1er mai 1932 à Bordeaux, est un géographe, sociologue et député français.

## Biographie
Licencié es lettres, diplômé de l'École polytechnique, membre de la Société mathématique de France, professeur d’histoire et de géographie à Pau, puis, à l’École Normale Supérieure et au lycée Carnot de Tunis. Professeur de géographie coloniale à la faculté des lettres de l'université de Bordeaux, correspondant de l’Institut de France, secrétaire général de la Société de géographie commerciale comme spécialiste des questions coloniales. Il participa à la préparation des traités de paix et aux commissions interalliées de Paris, mettant fin à la première guerre mondiale.
Il est élu à deux reprises, de 1919 à 1924 sous l'étiquette de l'Action républicaine et sociale, et de 1928 à 1932 sous l'étiquette de l'Action démocratique et sociale.
Il meurt à Bordeaux d'une hémorragie cérébrale survenue au cours du dépouillement du premier tour de l'élection législative de 1932, où Georges Lasserre le bat. Ce dernier l'emporte au deuxième tour sur l'abbé Bergey qui remplace le défunt Henri Lorin, en tant que porte-parole de la droite catholique et conservateur, député sortant de la 4e circonscription de Bordeaux qu’il a laissée à Philippe Henriot.

## Carrière universitaire
- Diplômé de l'École polytechnique
- Membre de la Société mathématique de France[2]
- Professeur au lycée Carnot de Tunis
- Professeur de géographie coloniale à la Faculté des lettres de l'université de Bordeaux[3]
- Secrétaire général de la Société de géographie commerciale[4]

## Carrière politique
Henri Lorin est député de la Gironde à deux reprises :
- de 1919 à 1924 sous l'étiquette de l'Action républicaine et sociale
- de 1928 à 1932 sous l'étiquette de l'Action démocratique et sociale

## Ouvrages publiés
- Promenade en Tunisie. 1896
- Le comte de Frontenac : étude sur le Canada français à la fin du XVIIe siècle, Paris, Armand Colin, 1895
- Le Chemin de fer du Congo. Le tour du Monde, nouvelle série vol. 4, 1898
- L'Afrique à l’entrée du Vingtième Siècle Paris. Augustin Challamel, 1901
- Le Peuplement français de l'Algérie et le Sud-Ouest de la France. Bordeaux, Imp. J. Durand, 1903.
- La France puissance coloniale : Étude d'histoire et de géographie politiques. Paris, A. Challamel, 1906
- L'Afrique du Nord : Tunisie, Algérie, Maroc. Paris, Armand Colin 1908
- L'Idée individualiste et l'Idée chrétienne : Étude sur le fondement du droit chrétien. Paris, Librairie Bloud et Cie, 1910
- Le Travail en Amérique avant et après Colomb, L. Capitan et Henri Lorin. Paris, Alcan, 1914
- La Paix que nous voudrons, Éditions Alcan, 1915

### Sources
- « Henri Lorin (homme politique) », dans le Dictionnaire des parlementaires français (1889-1940), sous la direction de Jean Jolly, PUF, 1960 [détail de l’édition]